# Trifenilamina
Trifenilamina é a amina aromática em que três radicais fenil estão ligados a um átomo de nitrogênio.